# تپه سراب گلویج
تپه سراب گلویج مربوط به دوره اشکانیان است و در شهرستان سنقر، بخش مرکزی، روستای گلویج واقع شده و این اثر در تاریخ ۱۱ مرداد ۱۳۸۴ با شمارهٔ ثبت ۱۲۵۰۷ به‌عنوان یکی از آثار ملی ایران به ثبت رسیده است.